# Karl Heinz Schröder (Geograph)
Karl Heinz Schröder (* 17. Juni 1914 in Lunden; † 29. Oktober 2006) war ein deutscher Geograph und Professor für Geographie an der Eberhard Karls Universität Tübingen.

## Leben
Schröder studierte in den Jahren von 1935 bis 1939 an den Universitäten Tübingen, Kiel und Jena Geographie, Geschichte, Volkskunde und Deutsch. 1940 promovierte er in Tübingen zum Dr. phil. und habilitierte 1950.
Sein wissenschaftliches Lebenswerk ist der südwestdeutschen Kulturlandschaft, der geographischen Landeskunde und der Siedlungs- und Historischen Geographie gewidmet. Seine Habilitationsschrift Weinbau und Siedlung in Württemberg (1950) ist die grundlegende Darstellung des württembergischen Weinbaus aus historisch- und siedlungsgeographischer Sicht.
Als Direktor des Geographischen Instituts hatte er von 1945 bis 1970 das Amt des Schlossvogts für das Schloss Hohentübingen inne. Nach Kriegsende war Karl Heinz Schröder als Assistent führend an der Neukonstituierung der Tübinger Studentenvertretung beteiligt. Während seiner Studienzeit war er in die Tübinger Burschenschaft Derendingia eingetreten (1935) und konnte diese gegen die NS-Bestrebungen unter einem Deckmantel (Kameradschaft „Hohentübingen“) erhalten und demokratische Prinzipien wahren.

## Ehrungen und Auszeichnungen
1979 wurde ihm die Universitätsmedaille, 1984 die Verdienstmedaille des Landes Baden-Württemberg verliehen.

## Werke (Auswahl)
- Die Flurformen in Württemberg und Hohenzollern. Dissertation Universität Tübingen 1940.
- Weinbau und Siedlung in Württemberg (= Forschungen zur deutschen Landeskunde, Bd. 73). Verlag des Amtes für Landeskunde, Remagen 1953.
- (als Mithrsg): Historischer Atlas von Baden-Württemberg. Stuttgart 1957ff.
- (zus. mit Gabriele Schwarz): Die ländlichen Siedlungsformen in Mitteleuropa (= Forschungen zur deutschen Landeskunde, Bd. 175). Bundesforschungsamt für Landeskunde und Raumordnung, Bad Godesberg 1969 (2. Aufl. 1978).
- (als Hrsg.): Geographische Hausforschung im südwestlichen Mitteleuropa (= Tübinger geographische Studien, Bd. 54). Geographisches Institut der Universität Tübingen 1974.
- Geographie an der Universität Tübingen 1512-1977 (= Tübinger geographische Studien, Bd. 72). Geographisches Institut der Universität Tübingen 1977.